# 拉察
拉察是斯洛伐克首都布拉提斯拉瓦的一個區。在行政區劃上，拉察屬於布拉提斯拉瓦3區。拉察首次被提及是在1296年。